# Lemonia sacroscanta
Lemonia sacroscanta är en fjärilsart som beskrevs av Rudolf Püngeler, 1902. Lemonia sacroscanta ingår i släktet Lemonia och familjen fältspinnare, Brahmaeidae. Inga underarter finns listade i Catalogue of Life.